# Silverbacks Park
El Atlanta Silverbaks Park es un estadio de fútbol ubicado en la ciudad de Atlanta en el estado de Georgia en Estados Unidos.
Es la casa del equipo Atlanta Silverbacks de NASL.

## Construcción del Estadio
- Etapa 1
  - Fase 1: Se inició en 2004. Dos campos de césped artificial y un natural fueron construidos.
  - Fase 2: Terminado en 2006. Ampliado estadio con capacidad para 15.000 con bar/restaurante.
- Etapa 2:
  - Fase 3: Campo de práctica de cuarta talla internacional.
  - Fase 4: Club house, piscina y gimnasio.

- Datos: Q756205
- Multimedia: Atlanta Silverbacks Park / Q756205